# Albino (cavallo 1932)
Albino (1932 – 21 ottobre 1960) è stato un cavallo baio maremmano, reduce della campagna di Russia.

## Storia
Ancora puledro viene requisito dall'Esercito Italiano, arruolato nel Reggimento "Savoia Cavalleria" (3°) e inquadrato nel 2º Squadrone. Viene affidato al conduttore sergente maggiore Giuseppe Fantini, Medaglia d'Argento al Valor MIlitare.
Dal 1941 al 1943 partecipò alla campagna di Russia e in particolare alla carica di Isbuscenskij, rimanendo ferito ad un occhio e a una zampa. Rientrò in Italia e fu venduto a privati.

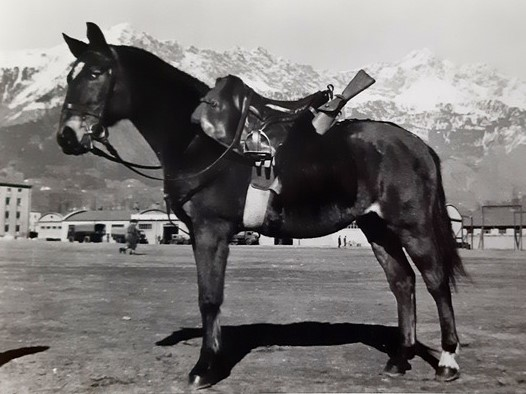
Una foto del 1958 di Albino cavallo d'Italia a Merano

A un raduno del Savoia nel 1946 a Somma Lombarda il cavallo, riconosciuto, fu riacquistato dal reggimento che ne fece la propria mascotte. Caso unico tra gli animali, Albino fu reso beneficiario dallo Stato di una pensione a vita.
Morì di vecchiaia. Il suo corpo imbalsamato è custodito in un posto d'onore nell'androne principale del Museo del Reggimento "Savoia Cavalleria" a Grosseto.

## Testo che accompagna il corpo imbalsamato di Albino[7]
Testo esposto su pergamena collocata vicino alla corpo imbalsamato del valoroso cavallo:
“Io sono Albino nato nel 1932 assegnato da puledro al Reggimento Savoia Cavalleria (3°), ove ho imparato ad essere orgoglioso, generoso e coraggioso come tutti cavalli ed i Cavalieri che hanno avuto l’onore di servire questo Reggimento fino dal 1692. Il mio occhio cieco conserva luminosa l’immagine del glorioso Stendardo, la mia gamba lancina per la ferita da guerra: orgoglio di combattente, le mie orecchie odono sempre la tromba del Caricat ed il grido incitatore degli squadroni al galoppo verso la morte, la gloria e la vittoria, la mia groppa porta ancora la sella affardellata ed in arcione è sempre Fantini, il sergente maggiore che colpito a morte tenne la punta della sciabola verso il nemico in fuga, la mia memoria vive del ricordo di tutti gli eroici Cavalieri che nella leggendaria carica di Isbuschenskij scrissero col sangue la più bella la più gloriosa pagina di Storia della cavalleria di tutto il mondo.
Ringrazio il Reggimento “Gorizia Cavalleria 3°” per avermi concesso di trascorrere la vecchiaia nella scuderia del mio Colonnello Bettoni, comandante ad Isbuschenskij, ed auguro “bonnes nuovelles” al Reggimento, allo Stendardo ed ai suoi cavalli corazzati.
ALBINO - Mutilato, ferito e reduce dalla Russia.”